# 藤田正蔵
藤田 正蔵（ふじた しょうぞう、1928年10月30日- 2012年5月29日 ）は、日本の経営者、馬主。中鉄バスとテレビせとうちで社長を務めた。

## 来歴・人物
岡山県岡山市出身。1952年に同志社大学経済学部を卒業し、同年に中鉄バスに入社し、取締役にも就任。1953年に社長に就任し、1954年には中国交通社長に就任。1984年10月から1999年12月までにテレビせとうち社長を務めた。
1984年6月に運輸大臣表彰を受けた。1965年9月に紺綬褒章を受章し、1990年5月に藍綬褒章を受章した。
2012年5月29日、心不全のために死去。83歳没。

## 馬主活動
日本中央競馬会（JRA）に登録していた馬主としても知られた。勝負服の柄は青、黄星散、白袖青二本輪、冠名には「ビゼン」を用いた。
競馬に興味を持ったのは1950年頃、同志社大学在学中のことで、動物好きということもあり馬券ではなく馬を見る目的で競馬場へ訪れていたのだという。大学卒業後はすぐにでも馬主になりたかったというが、親しい人物に「40歳になるまで待ちなさい」と止められた。しかし、40歳まで待つことはできず、藤田は37歳の時に中央競馬の馬主登録を行った。

## 主な所有馬
- フェアーリュウ（1974年セントライト記念2着、菊花賞3着）
- フジビゼン（1976年京成杯3歳ステークス2着）
  - 優駿賞最優秀3歳牝馬（1976年）
- マサキビゼン（1977年クイーンカップ）
- ビゼンセイリュウ（1981年七夕賞）
- ビゼンニシキ（1984年共同通信杯4歳ステークス、スプリングステークス、NHK杯、皐月賞2着）